# Territoriale abdij Montevergine
De Territoriale abdij Montevergine (Latijn: Abbatia Territorialis Montisvirginis; Italiaans: Abbazia territoriale di Montevergine) is een rooms-katholieke territoriale abdij van de Orde der Benedictijnen in Montevergine in de Italiaanse provincie Avellino. De territoriale abdij behoort tot de kerkprovincie Benevento, en is samen met het aartsbisdom Sant'Angelo dei Lombardi-Conza-Nusco-Bisaccia en de bisdommen Ariano Irpino-Lacedonia en Avellino, suffragaan aan het aartsbisdom Benevento.

## Geschiedenis
De abdij werd gesticht rond 1118 door Willem van Vercelli en gebouwd op de fundamenten van een oude tempel van Cybele. Al snel werd dit het centrum van een grotere congregatie in Zuid-Italië en Sicilië. Het verwierf koninklijke, pauselijke en bisschoppelijke privileges, waaronder de status van abbatia nullius, oftewel territoriale abdij, verleend door paus Alexander IV in 1261. Dit betekende dat de abt wereldlijke en kerkelijke jurisdictie over een aantal gebieden kreeg. De hoogtijdagen van de Congregatie van Montevergine eindigde in het begin van de 14e eeuw. Catharina van Valois-Courtenay en haar zoon Lodewijk van Tarente zijn in de abdij begraven. Onenigheid over de verkiezing van de abt-generaal, en de komst van commandeurs, vertraagde de verdere ontwikkeling van het klooster en de congregatie. Paus Sixtus V herstelde in 1588 de volledige onafhankelijkheid van de abdij.
Onder paus Paulus V (1596-1611) vond mede dankzij Johannes Leonardi een nieuwe bloeiperiode van de congregatie plaats waarbij het aantal kloosters zich uitbreidde tot 45. Paulus V aanvaardde in 1611 een nieuwe constitutie, die onder meer stipuleerde dat het habijt van de monniken wit moest zijn en dat zij het brevier van de camaldulenzen dienden te gebruiken. In de 18e eeuw werd de abdij opnieuw opgetrokken in barokstijl. De bloeitijd duurde tot de onderdrukking door Napoleon I in 1807. Alleen het oorspronkelijke klooster in Montevergine bleef bestaan. 25 monniken bleven over om het klooster en de bibliotheek te onderhouden. In 1879 sloot het klooster zich aan bij de nieuwe benedictijnse Congregatie van Subiaco. De kloosterlingen van Montevergine volgen tot op heden nog steeds de regels van Subiaco naast enige door paus Paulus V herziene inzettingen.
In de Tweede Wereldoorlog werd, na een akkoord tussen koning Victor Emmanuel III en paus Pius XII de Lijkwade van Turijn van 1939 tot 1946 in de abdij van Montevergine verborgen, om deze te beschermen tegen eventuele bombardementen op Turijn en omdat Adolf Hitler de lijkwade naar verluidt zou hebben willen stelen.
In de kerk bevindt zich een 13e-eeuws Byzantijns icoon van een Zwarte Madonna. Van 1952 tot 1961 werd de kerk herbouwd.
De abt is als territoriaal prelaat lid van de Italiaanse bisschoppenconferentie. In 2005 was de toenmalige abt Tarcisio Giovanni Nazzaro verwikkeld in een financieel schandaal. Het resultaat hiervan was dat de abdij negen parochies verloor aan het bisdom Avellino.

## Abten van Montevergine vanaf de20e eeuw
- 1884-1908: abt Vittore Corvaia, O.S.B. (later bisschop)
- 1908-1915: abt Carlo Gregorio Maria Grasso, O.S.B. (later aartsbisschop)
- 1918-1951: abt Giuseppe Ramiro Marcone, O.S.B.
- 1952-1968: abt Anselmo Ludovico Tranfaglia, O.S.B.
- 1979-1989: abt Tommaso Agostino Gubitosa, O.S.B.
- 1989-1998: abt Francesco Pio Tamburrino (later aartsbisschop)
- 1998-2006: abt Tarciscio Giovanni Nazzaro, O.S.B.
  - 2006-2009: sede vacante
- 2009-2014: abt Beda Umberto Paluzzi, O.S.B. (2006-2009: apostolisch administrator)
- 2014-heden: abt Riccardo Luca Guariglia, O.S.B.

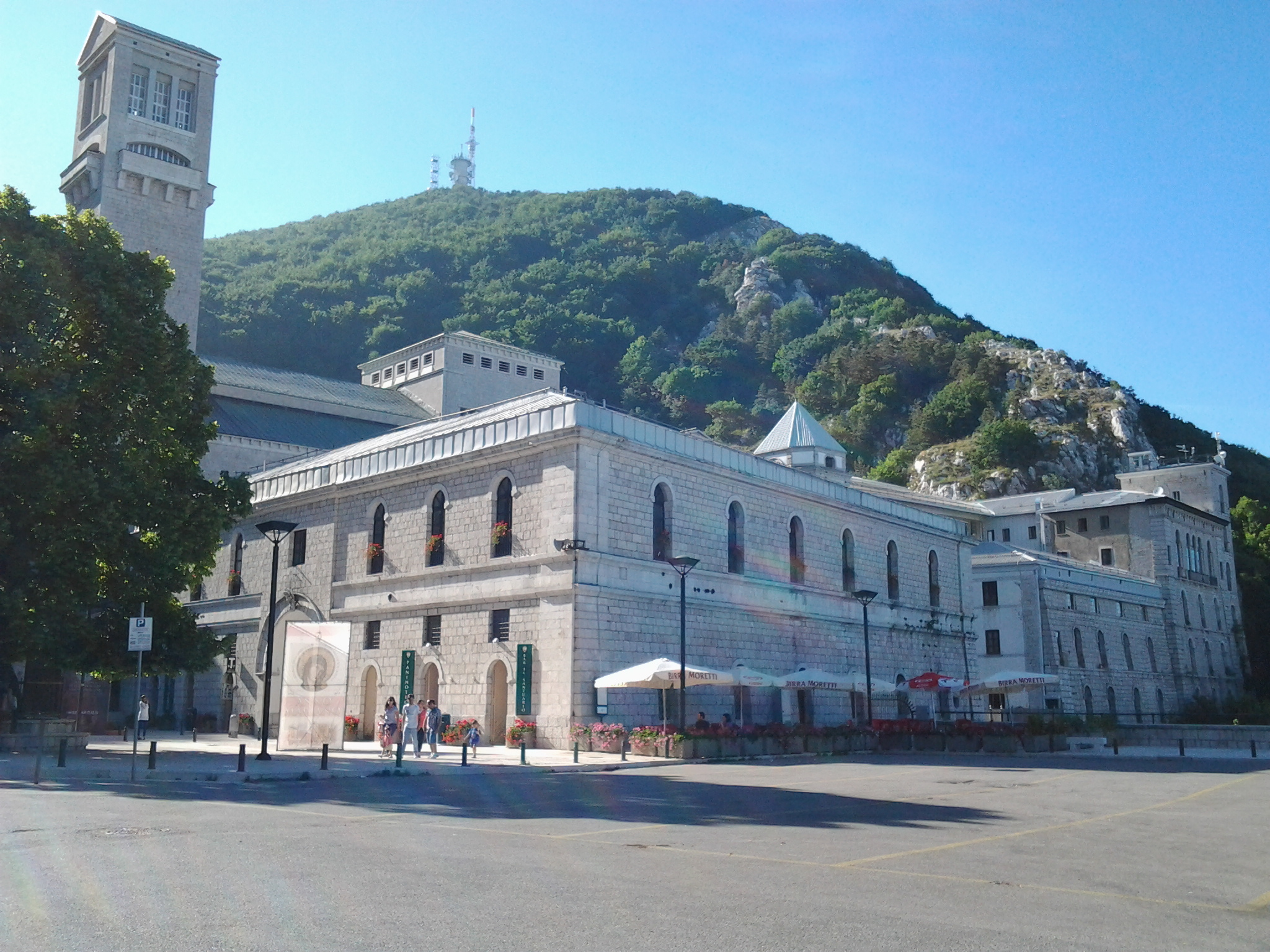
Abdij
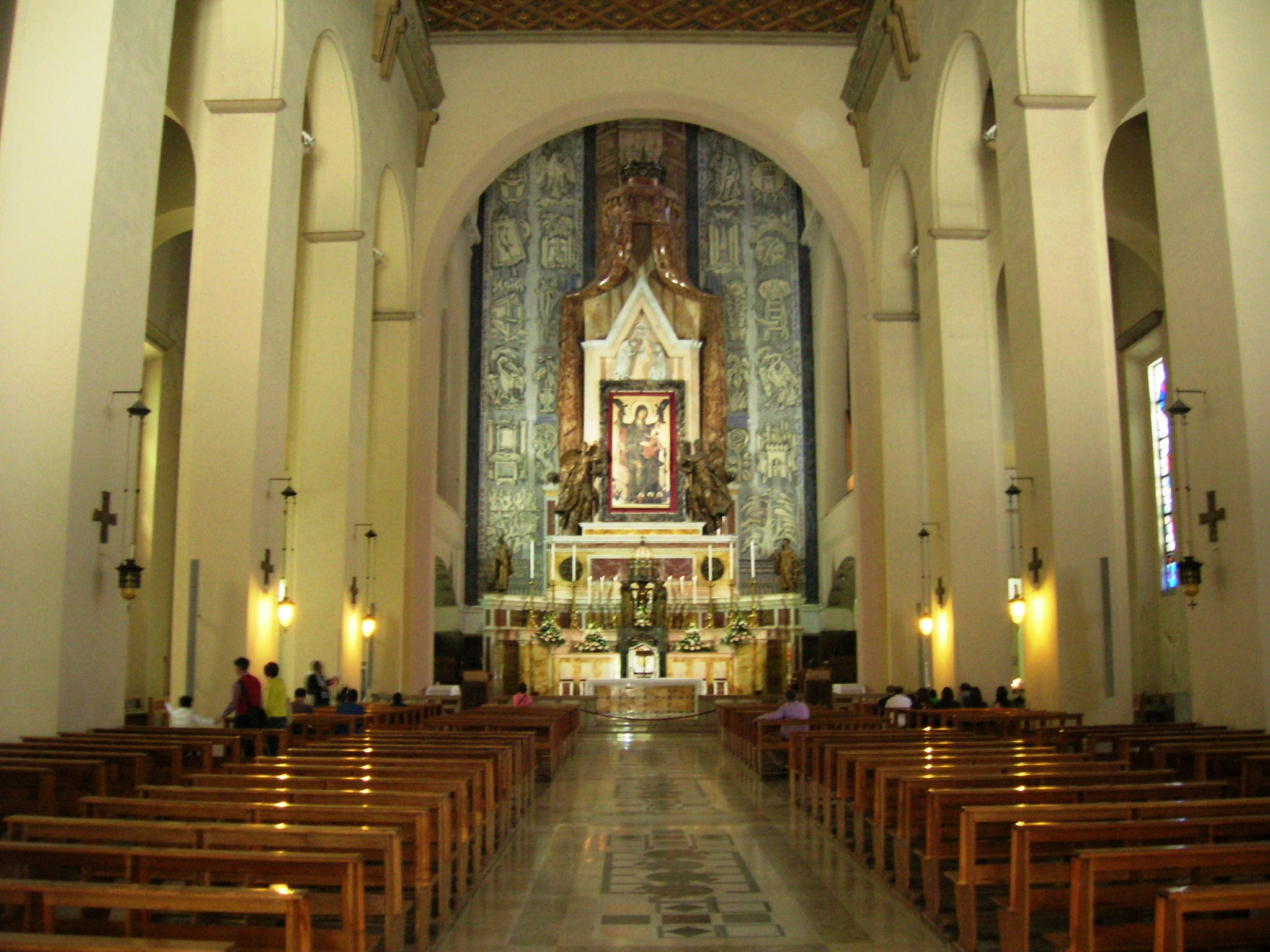
Interieur
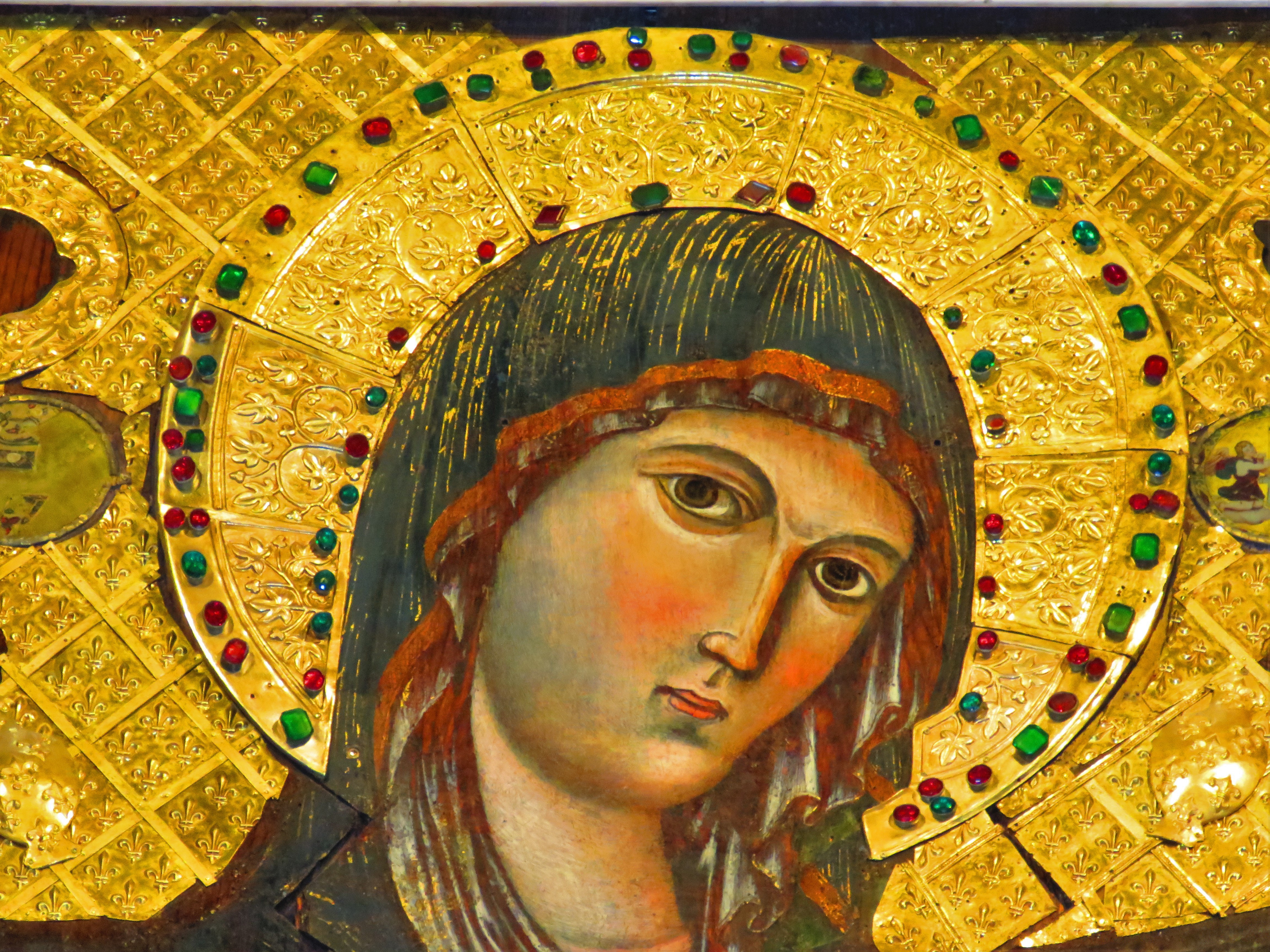
Madonna van Montevergine
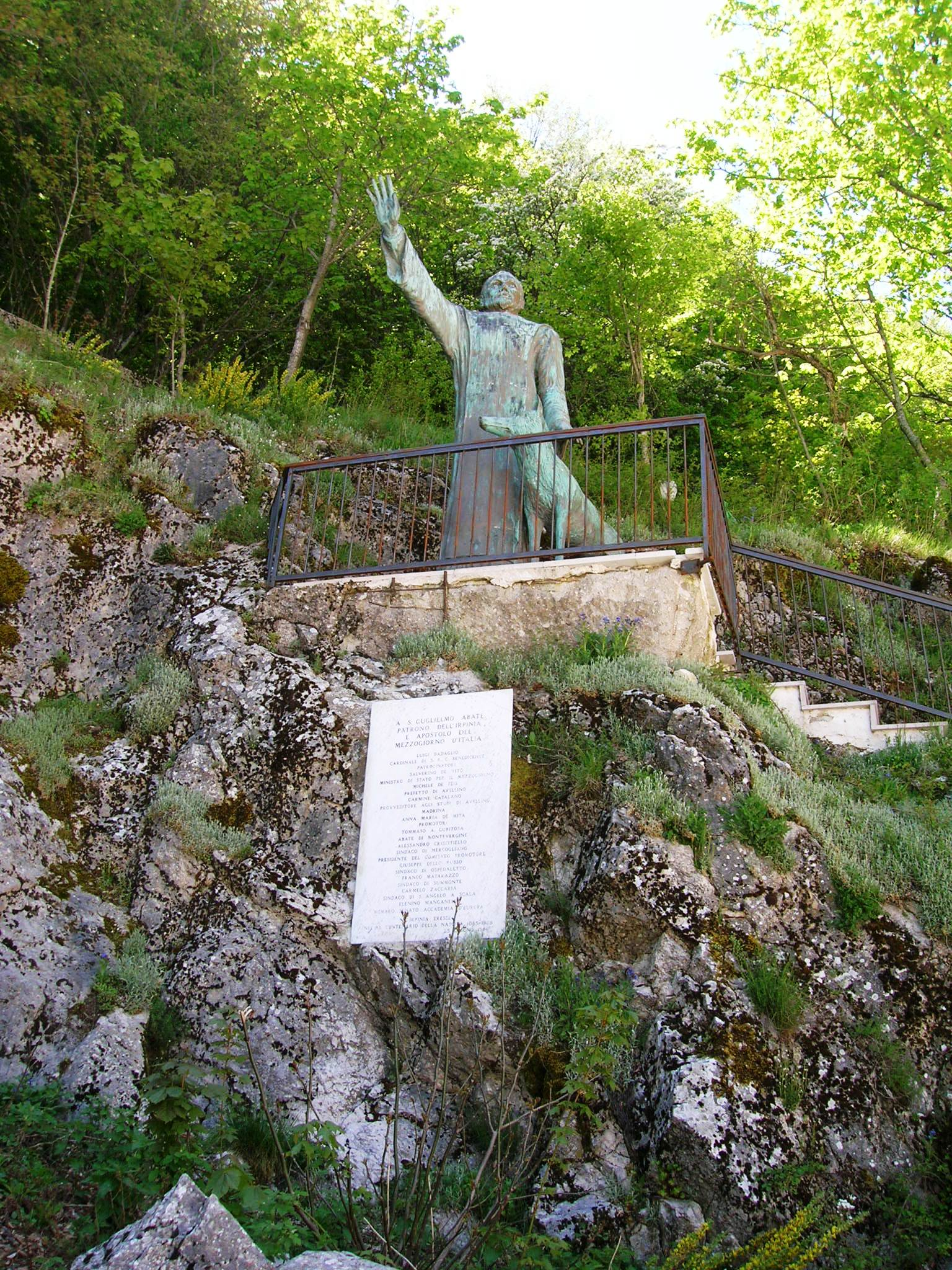
Standbeeld van Wilhelmus van Vercelli